# 15-я отдельная механизированная бригада
15-я отдельная механизированная бригада (укр. 15-та окрема механізована бригада, сокр. 15 ОМБр, в/ч А0610) — тактическое соединение Сухопутных войск Украины. Вторично сформирована в 2016 году.

## История

### 1 формирование
На начало 1991 г. 17-я гвардейская мотострелковая дивизия имела «штатный» для мотострелковой дивизии танковый парк, укомплектован устаревшими танками Т-55.
Решением Министра обороны Украины в сентябре 1992 года 17-я гвардейская мотострелковая дивизия переформирована в 15-ю отдельную механизированную бригаду. При этом 56-й гвардейский мотострелковый полк был передан в состав Государственного комитета Украины по вопросам охраны государственной границы, где на его основе был создан в городе Ивано-Франковск 2-й учебный пограничный отряд.
318-й мотострелковый, 1160-й зенитный ракетный и 90-й гвардейский самоходно-артиллерийский полки были переданы в состав 66-й гвардейской механизированной дивизии, где на их базе создали 200-й механизированный, 300-й зенитный ракетный и 93-й самоходно-артиллерийский полки соответственно.
Указом Президента Украины от 30 октября 2000 года № 1173/2000 15-й отдельной механизированной бригаде было дано наименование 15-я отдельная гвардейская механизированная Енакиевско-Дунайская орденов Красного знамени и Суворова бригада. В 2004 году бригада была расформирована.

### 2 формирование
В конце марта — начале апреля 2016 года бригада участвовала в военных учениях в Херсонской области.
После дополнительных учений в 2018 году на Яворовском полигоне (Львовская область), бригада отправилась в зону АТО для дальнейшего участия в боевых действиях на Луганском направлении.

## Состав
- управление (штаб)
- 1-й механизированный батальон
- 2-й механизированный батальон
- 3-й механизированный батальон
- танковый батальон
- зенитный ракетно-артиллерийский дивизион
- бригадная артиллерийская группа:
  - батарея управления и артиллерийской разведки
  - самоходный артиллерийский дивизион (2С3М «Акация»)
  - самоходный артиллерийский дивизион (2С1 «Гвоздика»)
  - реактивный артиллерийский дивизион (БМ-21 «Град»)
  - противотанковый артиллерийский дивизион (МТ-12 «Рапира»)
- рота снайперов
- разведывательная рота
- узел связи
- рота радиоэлектронной борьбы
- радиолокационная рота
- группа инженерного обеспечения
- рота РХБ защиты
- батальон материально-технического обеспечения
- ремонтно-восстановительный батальон
- медицинская рота
- комендантский взвод